# Давід Сурутуса
Давід Сурутуса (ісп. David Zurutuza, нар. 19 липня 1986, Рошфор) — французько-іспанський баскський футболіст, півзахисник клубу «Реал Сосьєдад».

## Ігрова кар'єра

### Ранні роки
Давід Сурутуса народився 19 липня 1986 року у французькому місті Рошфор. Його батько був родом з Аспейтія, мати — із Франції. Після народження Давіда сім'я переїхала з Рошфора в Країну Басків. Дитинство Сурутуси пройшло в місті Деба. Тут вперше Давід почав займатися футболом. В 6 років Давід разом з батьками переїхав у французьке місто — Андай.

### Початок кар'єри
Сурутуса почав займатися футболом у 1994 році, у спортивному клубі «Декатлон Ондарроа». Після цього Давід перейшов у молодіжну академію «Реал Сосьєдада». Тут він тренувався під керівництвом колишнього легендарного воротаря клубу Луїса Арконади. 27 серпня 2005 року у віці 19 років Давід дебютував за другу команду "біло-синіх" в матчі третього іспанського дивізіону проти другої команди «Вальядоліда» (0:0). У своєму дебютному сезоні Сурутуса зіграв 29 матчів, причому у всіх виходив у стартовому складі і відіграв без замін. Крім цього Давід відіграв два стикові матчі проти «Лас-Пальмаса» за право виходу в Сегунду. Однак за сумою двох матчів баски поступилися — програвши 0:1 на виїзді, вдома здобули перемогу 2:1, але за правилами гостьових голів, перемогу здобув суперник.
На початку сезону 2006/07, 10 вересня 2007 року у рамках 3-го туру Сурутуса забив свій перший гол за «біло-синіх» у ворота «Альфаро» (1:1). У тому сезоні Давід відіграв 30 матчів і ще чотири рази вразив ворота суперників, у матчах проти «Сестао Рівер» (2:0), «Амурріо» (3:0), «Універсідад» (4:1) і другої команди «Вальядоліда» (2:1).
Перед початком сезону 2007/08 Давід Сурутуса був відданий в оренду клубу «Ейбар», який виступав в Сегунді. За нову команду Сурутуса дебютував 8 вересня 2007 року в гостьовому матчі проти «Сельти» (1:0). Вийшовши на заміну на 72-й хвилині, Давід на 81-й хвилині забив єдиний м'яч і приніс перемогу своїй команді. У тому сезоні Сурутуса забив ще один м'яч у ворота «Нумансії» (1:1), відігравши 24 матчі в Сегунді. Після закінчення терміну оренди, Сурутуса повернувся в «Реал Сосьєдад».

### Повернення в «Реал Сосьєдад»
Повернувшись з оренди, Сурутуса продовжував виступи за другу команду «біло-синіх» в третьому дивізіоні. 23 листопада 2008 року Давід дебютував за основну команду «Реал Сосьєдад» у рамках Сегунди. У матчі проти «Уески» (1:0) Сурутуса вийшов на заміну на 81-й хвилині замість Неджаті Атеша. Однак у тому сезоні основним гравцем першої команди стати не зумів, відігравши 22 гри за «Реал Сосьєдад Б».

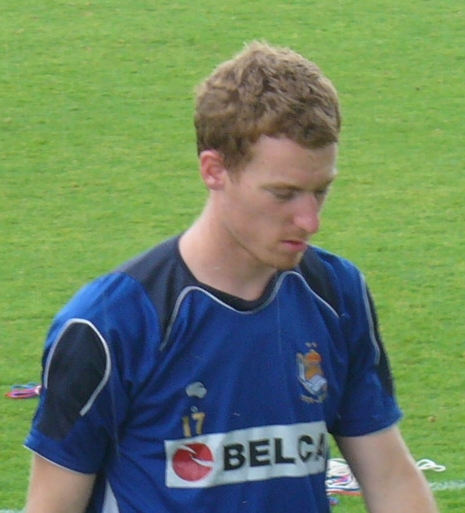
Давід Сурутуса у 2010 році

У сезоні 2009/10 Давід Сурутуса став гравцем основної команди «біло-синіх». 4 жовтня 2009 Сурутуса забив м'яч у ворота «Нумансії» (3:1), другий раз у кар'єрі засмутивши "червоних" в рамках Сегунди. 29 листопада у зустрічі 14-го туру Сурутуса вийшов на заміну на 62-й хвилині замість Мікеля Аранбуру і через дві хвилини зрівняв рахунок у драматичному матчі проти «Райо Вальєкано» (3:3). Сурутуса також зміг відзначитися у матчі з другою командою «Вільярреала» (1:1). У матчі проти «Леванте» (3:1), Давід змінив на полі Антуана Гризманна і на 90-й хвилині закріпив перемогу своєї команди. Перший повноцінний сезон виступів Сурутуси за основну команду «біло-синіх» видався вдалим, оскільки команда зайняла 1-е місце за підсумками сезону в Сегунді і отримала право грати у Прімері, а Давід зіграв у 28-ми матчах чемпіонату.
29 серпня 2010 року Сурутуса дебютував в Ла Лізі в домашній зустрічі проти «Вільярреала» (1:0). У матчі 13-го туру проти хіхонського «Спортінга» (3:1) Сурутуса забив перший м'яч в елітному іспанському дивізіоні. У 26-му турі в матчі проти «Леванте» (1:1) йому також вдалося вразити ворота суперника. У дебютному сезоні в Ла Лізі, Давід був одним з ключових гравців команди і відіграв 36 матчів, а його команда посіла 15-е місце та зберегла прописку в еліті.
Наступний сезон Сурутуса почав також як гравець основного складу. 29 січня 2011 року в домашній грі 21-го туру проти хіхонського «Спортінга» (5:1), на 2-й і 3-й хвилинах матчу Давід забив у ворота суперника. Проте вже на 7-й хвилині він був змушений залишити поле через травму, його місце зайняв Маркель Бергара. Через отриману травму Давід пропустив три матчі. Після одужання Сурутуса знову зайняв місце в основному складі і в матчі 31-го туру взяв участь у розгромі «Райо Вальєкано» (4:0), забивши один з м'ячів. У тому сезоні Давід провів 33 матчі в чемпіонаті, забивши 2 м'ячі, а також 4 гри в Кубку Іспанії. Станом на 26 квітня 2018 року відіграв за клуб із Сан-Себастьяна 237 матчів в національному чемпіонаті.